# MOS Burger

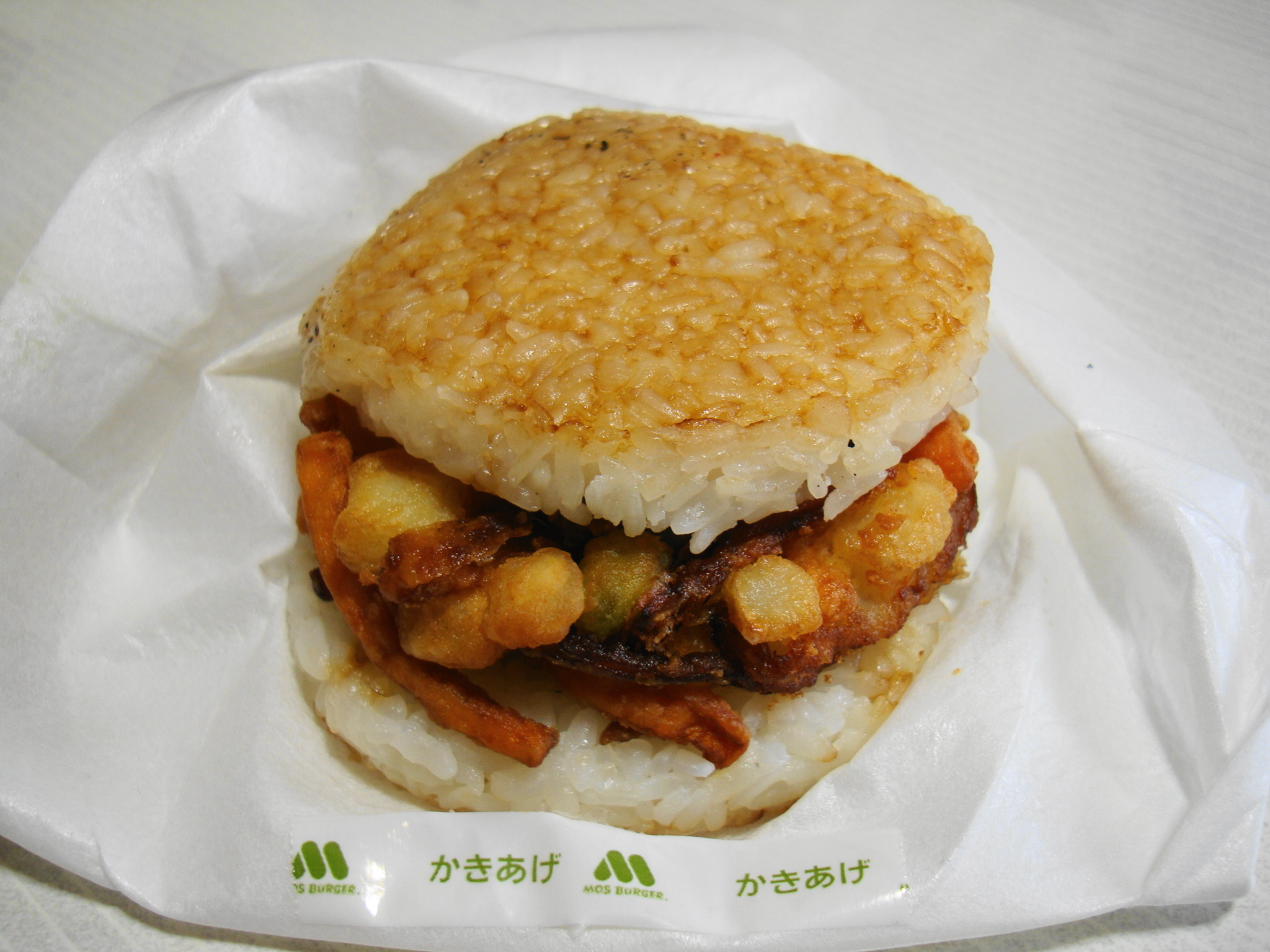
Mos Rice Burger

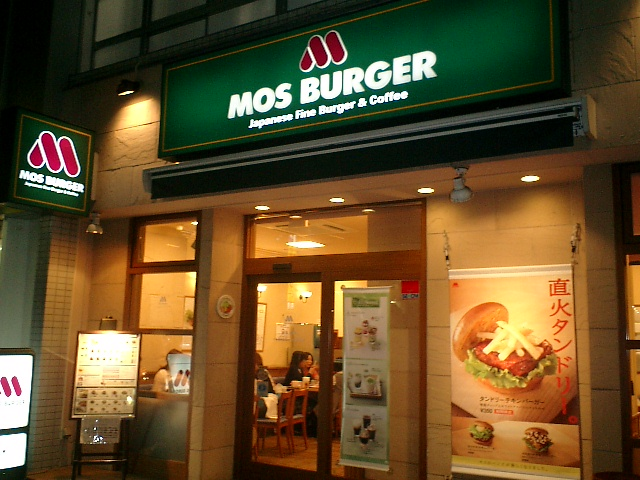
MOS-Burger-Filiale in Japan

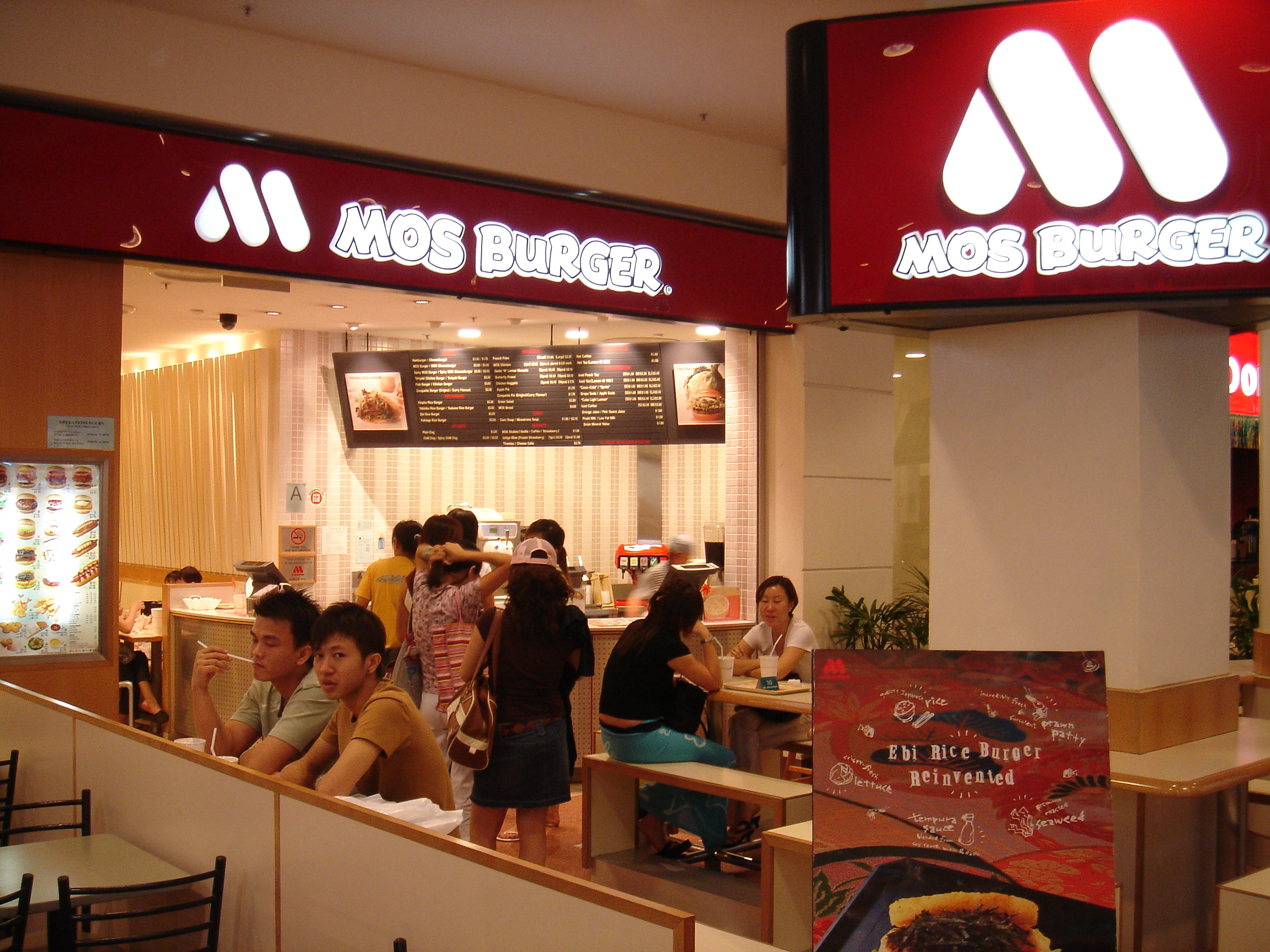
Filiale in Singapur

MOS Burger (jap. モスバーガー mosu bāgā, das Firmenlogo wird allerdings in lateinischer Schrift geschrieben) ist eine japanische Schnellrestaurantkette mit Sitz in Shinagawa, Tokio. Der Name MOS ist ein Akronym aus den englischen Wörtern mountain (Berg), ocean (Meer) und sun (Sonne). Die Kette verzeichnete im Geschäftsjahr 2019/20 einen Nettoumsatz von 68,985 Milliarden Yen (umgerechnet ca. 550 Millionen Euro).
Filialen gibt es in Japan (1261, Stand Februar 2021), Taiwan (287), Singapur (49), Australien, China, Hongkong, Indonesien, Malaysia, Philippinen, Südkorea und Thailand.
MOS Burger bietet eine Vielfalt an Hamburgern an, unter anderem auch so genannte „Rice burger“ (eigentlich Sandwiches aus Reisteig).  MOS Burger war im Jahr 2014 in Japan vor McDonald’s die beliebteste Fastfoodkette.
2020 wurde ein rein veganer Green Burger eingeführt.
Im Unterschied zu einigen der großen amerikanischen Fastfoodketten werden die Lebensmittel bei MOS Burger nicht auf Vorrat warm gehalten. Daraus resultiert eine längere Wartezeit für die Kunden. Auch preislich unterscheidet sich MOS Burger geringfügig von seinen Wettbewerbern, da keine Sonderangebotskampagnen durchgeführt werden.